# Сардыган
Сардыга́н (тат. Салавыч Сәрдегәне) — деревня в Балтасинском районе Республики Татарстан, в составе Салаусского сельского поселения.

## География
Деревня находится на правом притоке реки Шошма, в 13 км к востоку от районного центра, посёлка городского типа Балтаси.

## История
Деревня основана в XVIII веке выходцами из села Янгулово.
До 1860-х годов жители относились к категории государственных крестьян. Основные занятия жителей в этот период – земледелие и скотоводство, были распространены лапотный и веревочный промыслы.
В начале XX века земельный надел сельской общины составлял 382,7 десятины. Действовала мечеть. 
В 1918 году открыта начальная школа. В 1931 году в деревне организован колхоз.
До 1920 года деревня входила в Янгуловскую волость Малмыжского уезда Вятской губернии. С 1920 года в составе Арского кантона ТАССР. С 10 августа 1930 года в Тюнтерском, со 2 марта 1932 года в Балтасинском, с 1 февраля 1963 года в Арском, с 12 января 1965 года в Балтасинском районах.

## Население
| 1859 | 1884 | 1905 | 1920 | 1926 | 1938 | 1949 | 1958 | 1970 | 1979 | 1989 | 2002 | 2010 | 2015 |
| ---- | ---- | ---- | ---- | ---- | ---- | ---- | ---- | ---- | ---- | ---- | ---- | ---- | ---- |
| 187  | 232  | 363  | 425  | 437  | 450  | 349  | 327  | 353  | 302  | 296  | 279  | 278  | 270  |

Национальный состав деревни: татары.

## Экономика
Жители работают преимущественно в ООО «Татарстан», в основном занимаются полеводством, мясо-молочным скотоводством.

## Социальные объекты
В селе действуют начальная школа, сельский клуб, фельдшерско-акушерский пункт.

## Религиозные объекты
Мечеть (с 1996 года).